# Tutts Clump
Tutts Clump – wieś w Anglii, w hrabstwie ceremonialnym Berkshire, w dystrykcie (unitary authority) West Berkshire. Leży 13 km na zachód od centrum miasta Reading i 72 km na zachód od centrum Londynu.